# John R. Dilworth

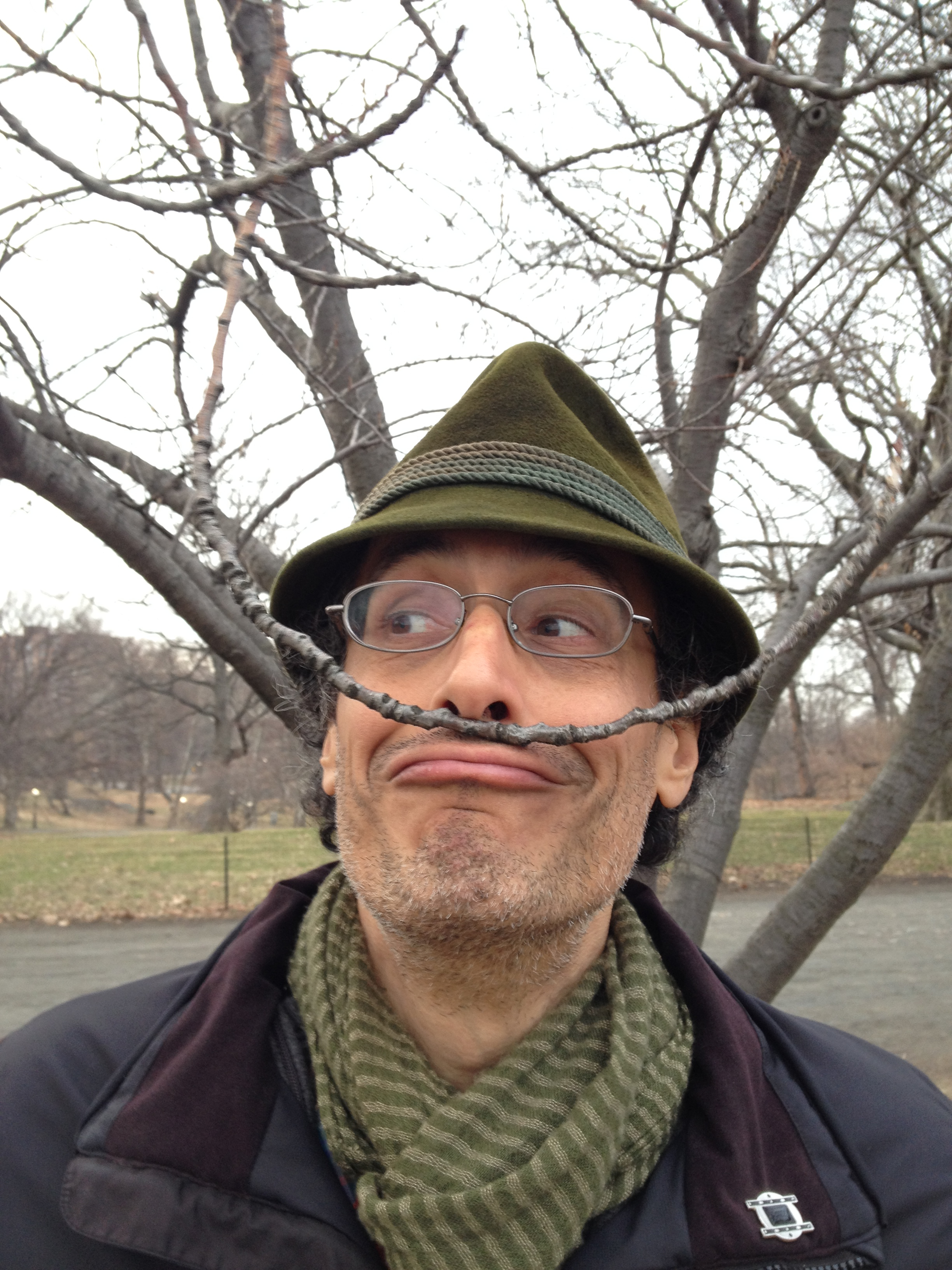
John R. Dilworth, 2014

John R. Dilworth, eigentlich Jonathan Robert Dilworth, (* 14. Februar 1963 in New York City) ist ein US-amerikanischer Animator, Filmregisseur und Drehbuchautor.

## Leben
Dilworth besuchte bis 1985 die School of Visual Arts in New York und begann anschließend, bei der Werbeagentur Baldi, Bloom and Whelan Advertising zu arbeiten. Seit seinem Studium arbeitete er an eigenen Animationsfilmen. Im Jahr 1991 gründete er sein eigenes Design- und Animationsstudio Stretch Films und veröffentlichte 1995 den Kurzanimationsfilm The Chicken from Outer Space, der 1996 für einen Oscar in der Kategorie Bester animierter Kurzfilm nominiert wurde. Für Cartoon Network konzipierte Dilworth anschließend eine Serie, die auf dem Kurzfilm beruhte. Es entstand die Trickserie Courage der feige Hund, bei der Dilworth Regie führte, als ausführender Produzent fungierte und am Drehbuch beteiligt war. Er schuf zudem Kurzfilme und Serien für Nickelodeon, PBS, MTV und HBO. In Chris Landreths Kurzanimationsfilm Tricks des Unterbewusstseins aus dem Jahr 2013 in Dilworth als Darsteller zu sehen.
Dilworth ist auch als Dozent für Animation tätig und unterrichtete zum Beispiel an der New York University, der School of Visual Arts in New York City sowie am Cape Fear Community College in North Carolina. Dilworth ist unter anderem Mitglied der Screen Actors Guild und der Academy of Motion Picture Arts and Sciences.

## Filmografie
- 1985: Pierre
- 1988: The Limited Bird
- 1991: When Lilly Laney Moved In
- 1992: Psyched For Snuppa
- 1993: Smart Talk with Raisin
- 1994: The Dirdy Birdy
- 1994: Angry Cabaret (Fernsehfilm)
- 1995: The Chicken from Outer Space
- 1996: Noodles and Nedd
- 1996: Big Bag (Fernsehserie, eine Folge)
- 1998: Hector The Get Over Cat
- 1998: Come Blow Your Kazoo
- 1999: A Little Curious
- 1999–2002: Courage der feige Hund (Fernsehserie, 52 Folgen)
- 2000: Catch Of The Day
- 2001: The Mousochist
- 2005: Life In Transition
- 2008: Garlic Boy (Fernsehfilm)
- 2009: Rinky Dink
- 2011: Bunny Bashing

## Auszeichnungen (Auswahl)
- 1993: Spezialpreis, Festival d’Animation Annecy, für Psyched for Snuppa
- 1996: Publikumspreis, Zagreb World Festival of Animated Films, für The Dirdy Birdy
- 1996: Oscarnominierung, Bester animierter Kurzfilm, für The Chicken From Outer Space
- 2000: Annie Award für Courage the Cowardly Dog